# Drahotínský les
Drahotínský les este o arie protejată (arie specială de conservare — SAC, sit de importanță comunitară — SCI) din Republica Cehă întinsă pe o suprafață de 16,24 ha, integral pe uscat.

## Localizare
Centrul sitului Drahotínský les este situat la coordonatele 49°30′55″N 12°46′32″E / 49.515278°N 12.775556°E.

## Înființare
Situl Drahotínský les a fost declarat sit de importanță comunitară în aprilie 2005 pentru a proteja 1 specie de plante. Situl a fost protejat și ca arie specială de conservare în iulie 2012.

## Biodiversitate
Situată în ecoregiunea continentală, aria protejată nu include niciun habitat protejat.
La baza desemnării sitului se află o specie protejată de  plante: Asplenium adulterinum.